# Pelvetia
Genre
Pelvetia (nom en référence à François Alexandre Pelvet, un naturaliste français du XIXe siècle) est un genre d'algues brunes de la famille des Fucaceae.
L'espèce-type (l'holotype) est Pelvetia canaliculata.

## Liste d'espèces
Selon AlgaeBase (31 oct. 2012) :
- Pelvetia canaliculata (Linnaeus) Decaisne & Thuret (espèce type)
- Pelvetia japonica Yendo (Sans vérification)
- Pelvetia minor Noda (Sans vérification)

Selon ITIS (31 oct. 2012) et NCBI (31 oct. 2012) :
- Pelvetia canaliculata
- Pelvetia fastigiata J. Ag.

Selon World Register of Marine Species (31 oct. 2012) :
- Pelvetia calaliculata
- Pelvetia canaliculata (Linnaeus) Decaisne & Thuret, 1845